# Malha PET

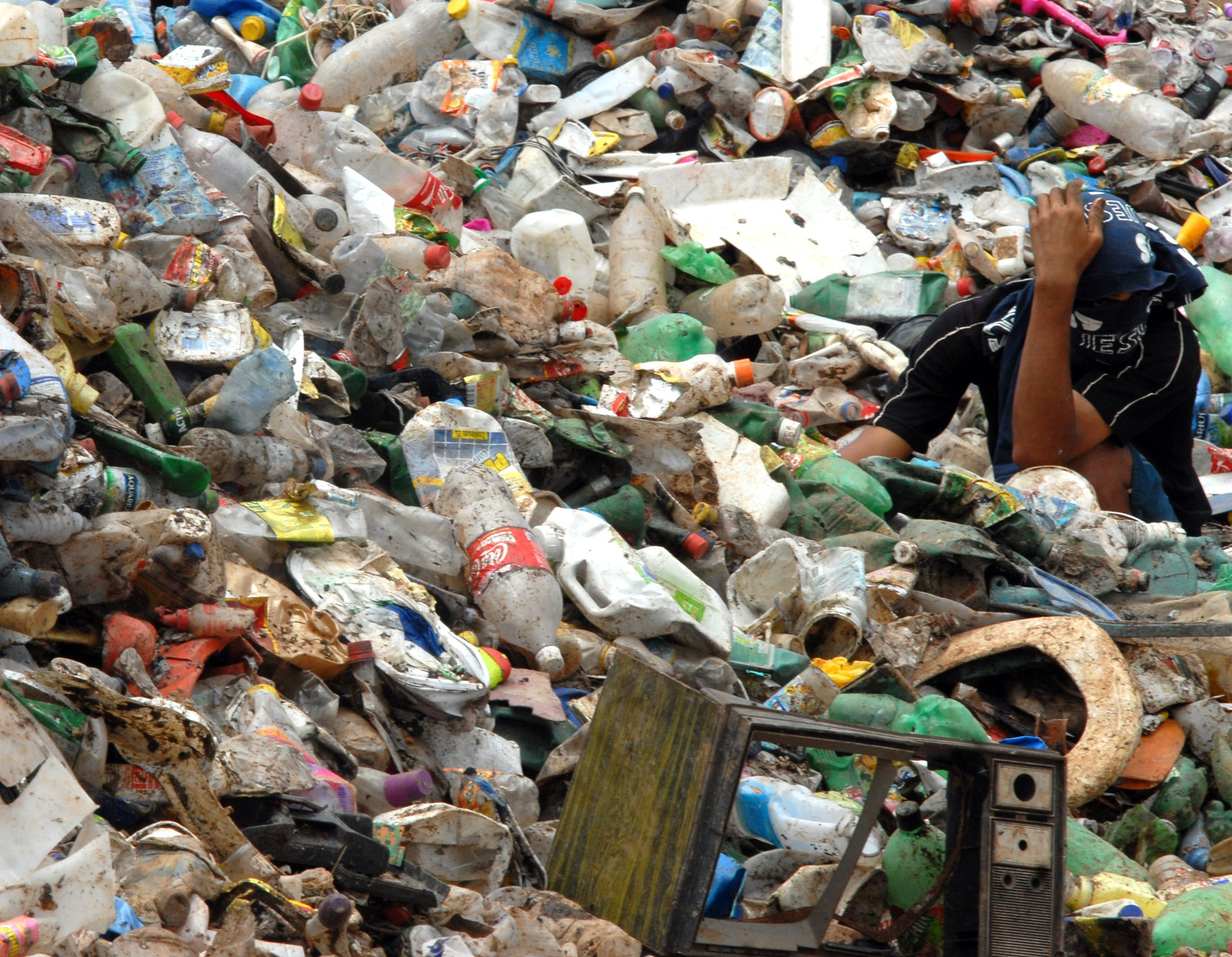
Garrafas PET descartadas são reaproveitadas no fabrico da malha PET.

A malha PET é um tipo de tecido produzido a partir da reciclagem de garrafas PET com outros materiais, como o algodão. Conquanto haja vantagens no tocante ao reaproveitamento de garrafas que são descartadas continuamente no meio ambiente, há críticas por parte dos ambientalistas por conta da liberação de microplásticos e também do descarte do próprio tecido.

## A reciclagem das garrafas PET
Após o recolhimento de garrafas PET, elas passam pelo processo de lavagem e descontaminação. Com a moagem, os plásticos se transformam em pequenos flocos. Posteriormente, são fundidos e transformados em grânulos de resina plástica conhecidos como "pellets", que depois viram fibras de poliéster, utilizados na produção de malhas.
É também possível misturar o PET com o algodão. Desse processo, é formado uma fibra sintética denominada tergal, usada na fabricação de tecidos para roupas e maiôs. Além do tergal, é possível a fabricação de outros tipos de fibras, como o alya eco.

## Controvérsias
Alguns ambientalistas afirmam que o uso do PET na fabricação de tecidos não necessariamente promove a sustentabilidade. Um dos pontos negativos desse tipo de reciclagem é a liberação de microplásticos que ocorre facilmente durante a lavagem do tecido. Outra crítica diz respeito a falta de reciclagem do próprio tecido, que também acaba indo para o aterro sanitário, quando descartado.